# Bussen (1961)
Bussen är en norsk svartvit dramakomedifilm från 1961. Den regisserades av Arne Skouen och skildrar vad som händer när ett litet samhälle avkrävs att effektivisera och modernisera sig. I huvudrollen som busschauffören Thorvald ses Leif Juster.

## Handling
Thorvald kör en lokal bussrutt på den norska landsbygden. Han stannar ofta längs vägen för att ta itu med allehanda problem som han stöter på. Han är så hjälpsam att han ibland glömmer att ta betalt av resenärerna. Moderniseringen och effektiviseringen att dock på ingång.

## Rollista
- Leif Juster – Thorvald, busschaufför
- Lalla Carlsen – Klara Tallerud, barnmorska
- Egil Hjorth-Jenssen – Tallerud
- Tore Foss – Haugen, länsman
- Lasse Kolstad – Lars
- Synne Skouen – Kaja
- Frithjof Fearnley – Fjell-Olsen, kontorschef
- Arve Opsahl – "Måsabjønn"
- Ulf Wengård – "Måsabjønn"
- Olav Bugge – "Måsabjønn"
- Kari Sundby – Helga
- Lothar Lindtner – man från bussföretaget
- Rolf Sand – ung man
- Helga Backe
- Randi Brænne
- Einar Vaage
- Harald Aimarsen
- Henrik Anker Steen
- Hans Coucheron-Aamot
- Edel Eckblad
- Bonne Gauguin
- Mette Lange-Nielsen
- Egil Lorck – "Måsabjønn"
- Tom Remlov – Knut

## Om filmen
Bussen producerades av bolaget Ara-Film AS med Odd Rohde som upptagningsledare. Den regisserades av Arne Skouen som även skrev filmens manus. Genom att göra en humoristisk film överraskade Skouen både publik och kritiker då hans tidigare filmer varit mer allvarliga. Filmen spelades in med Sverre Bergli som fotograf och klipptes samman av Bjørn Breigutu. Den premiärvisades den 16 oktober 1961 i Norge och distribuerades av Kommunenes filmcentral.